# 安定長興宮瘟王祭
安定長興宮瘟王祭，是臺湾臺南市安定區的安定長興宮每三年一次舉行的道教醮典，主要祭祀十二瘟王。

## 历史
臺灣高溫多熱，未開發之前，被視為蠻荒瘴癘的地方，容易引發瘟疫流行，加上醫學、民智未普及，對瘟疫束手無策坐以待斃之外，鬼神傳說令人驚畏，官方無能安撫人民心靈，故而發展出的請王爺信仰以驅瘟禳災的宗教科儀。祭祀不僅僅是對瘟神的一種巴結，「送瘟神」才是最主要目的，而「王船」即是一種送瘟的科儀，早期「王船」以送出海（遊地河），希望把瘟疫帶遠永不回來，但現在均改以火化（遊天河），避免影響到其他地區。

## 活动
廟內祭祀“玉敕代天巡狩十二瘟王”十二府姓千歲綢緞製令旗，即張、余、侯、耿、吳、何、薛、封、趙、譚、盧、羅十二府姓千歲，每三年一輪三府千歲下降人間醮典儀式（逢農曆年丑、辰、未、戌即行之）。
蘇厝里舉行建醮科儀的廟宇有長興宮與真護宮，兩者日期相差約一星期。

## 外部連結
- 安定真護宮王船祭——文化部文化資產局 （页面存档备份，存于）
- 安定長興宮瘟王祭——文化部文化資產局 （页面存档备份，存于）